# Михайло Петренко (монета)
«Миха́йло Петре́нко» — ювілейна монета номіналом 2 гривні, випущена Національним банком України. Присвячена Михайлові Миколайовичу Петренку (1817—1862) — поетові-романтику першої половини ХІХ століття. Досьогодні збереглося небагато його творів, але на всіх континентах світу пам'ятають його пісенний шедевр «Дивлюсь я на небо», а рядки деяких віршів поета збереглися в піснях «Ходить хвиля по Осколу» та «Взяв би я бандуру», які стали народними. Ймовірно, що Михайло Петренко народився в місті Слов'янську (нині Донецька область) у 1817 році. Уперше його вірші були надруковані в 1841 році в поетичному альманасі «Сніпъ».
Монету введено в обіг 11 липня 2017 року. Вона належить до серії «Видатні особистості України».

## Опис та характеристики монети
| Номінал грн. | Метал      | Маса, грам | Діаметр, мм. | Якість виготовлення       | Гурт     | Тираж, штук                                        |
| ------------ | ---------- | ---------- | ------------ | ------------------------- | -------- | -------------------------------------------------- |
| 2            | нейзильбер | 12,8       | 31           | спеціальний анциркулейтед | рифлений | 35 000 (у тому числі 10 000 в сувенірній упаковці) |

### Аверс
На аверсі монети зображено курган, український степ, кам'яну бабу, на якій сидить сокіл, угорі півколом розміщено: номінал — «2 ГРИВНІ», малий Державний Герб України (під яким рік карбування монети — «2017») напис «УКРАЇНА», логотип Банкнотно-монетного двору Національного банку України.

### Реверс
На реверсі монети на дзеркальному тлі зображено сокола, що летить, і написи: «Дивлюся на небо/та й думку гадаю:/Чому я не сокіл,/чому не літаю,/Чому мені, Боже,/ти криллів не дав?/Я землю б покинув/і в небо злітав!» та «МИХАЙЛО/ ПЕТРЕНКО/ 1817—1862» (унизу).

10000 монет із загального тиражу було випущено у буклетах
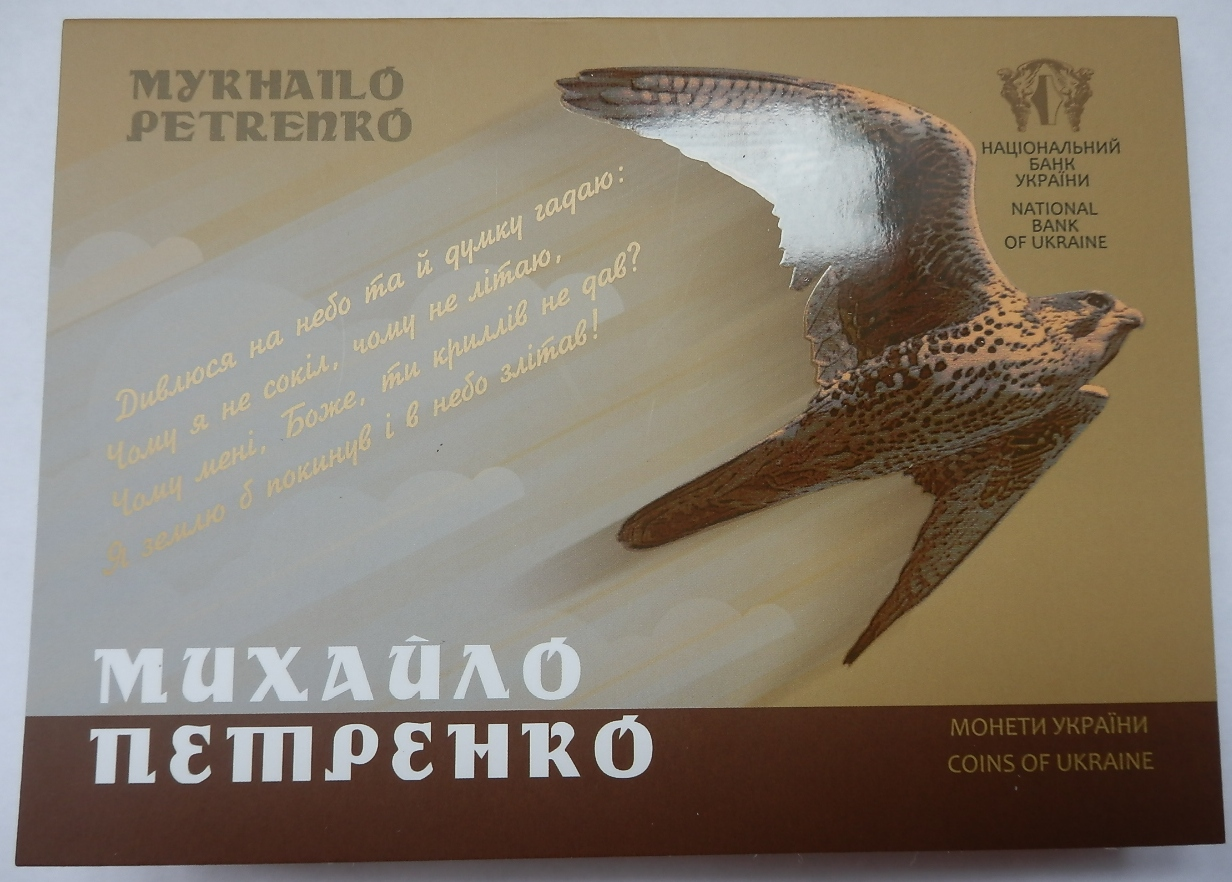
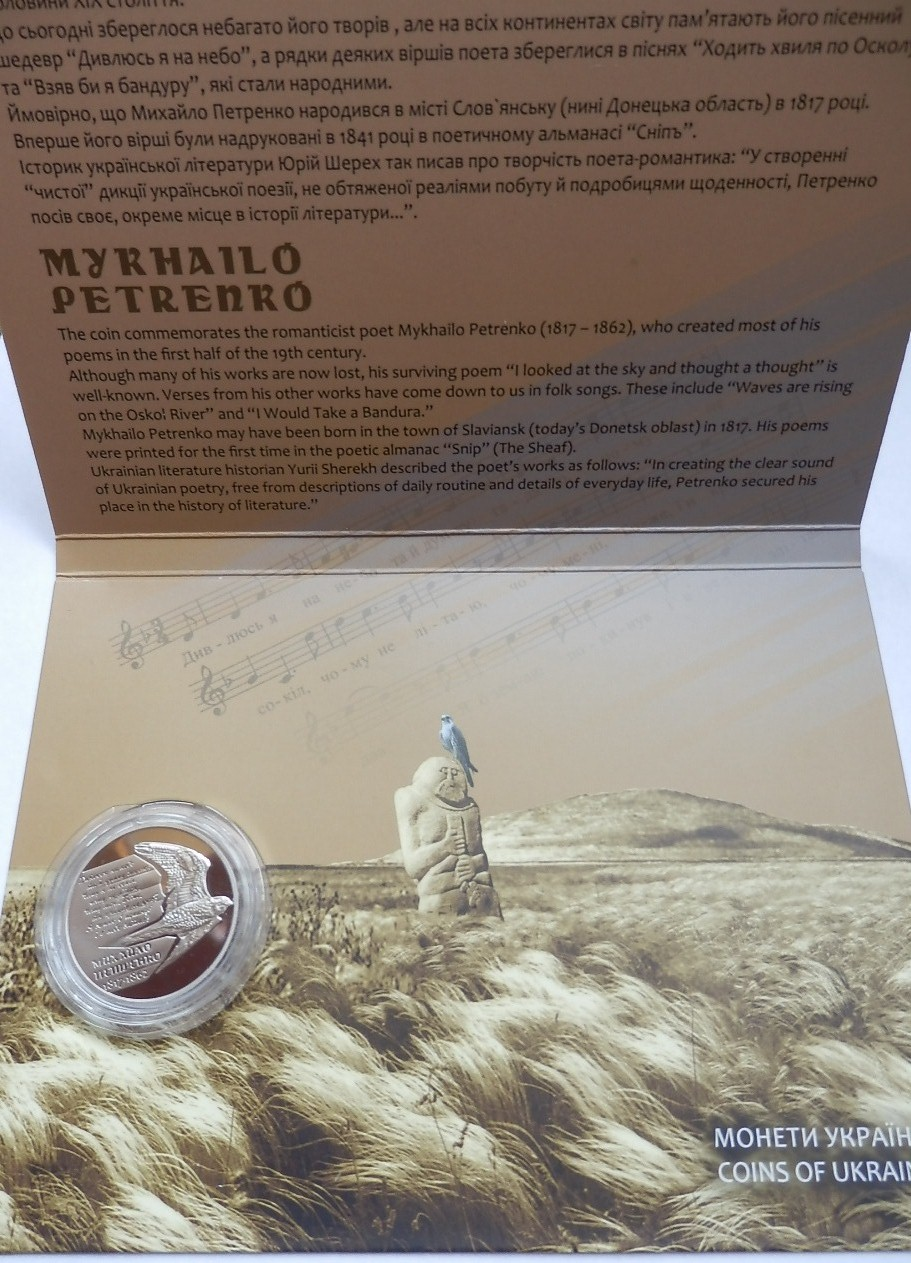
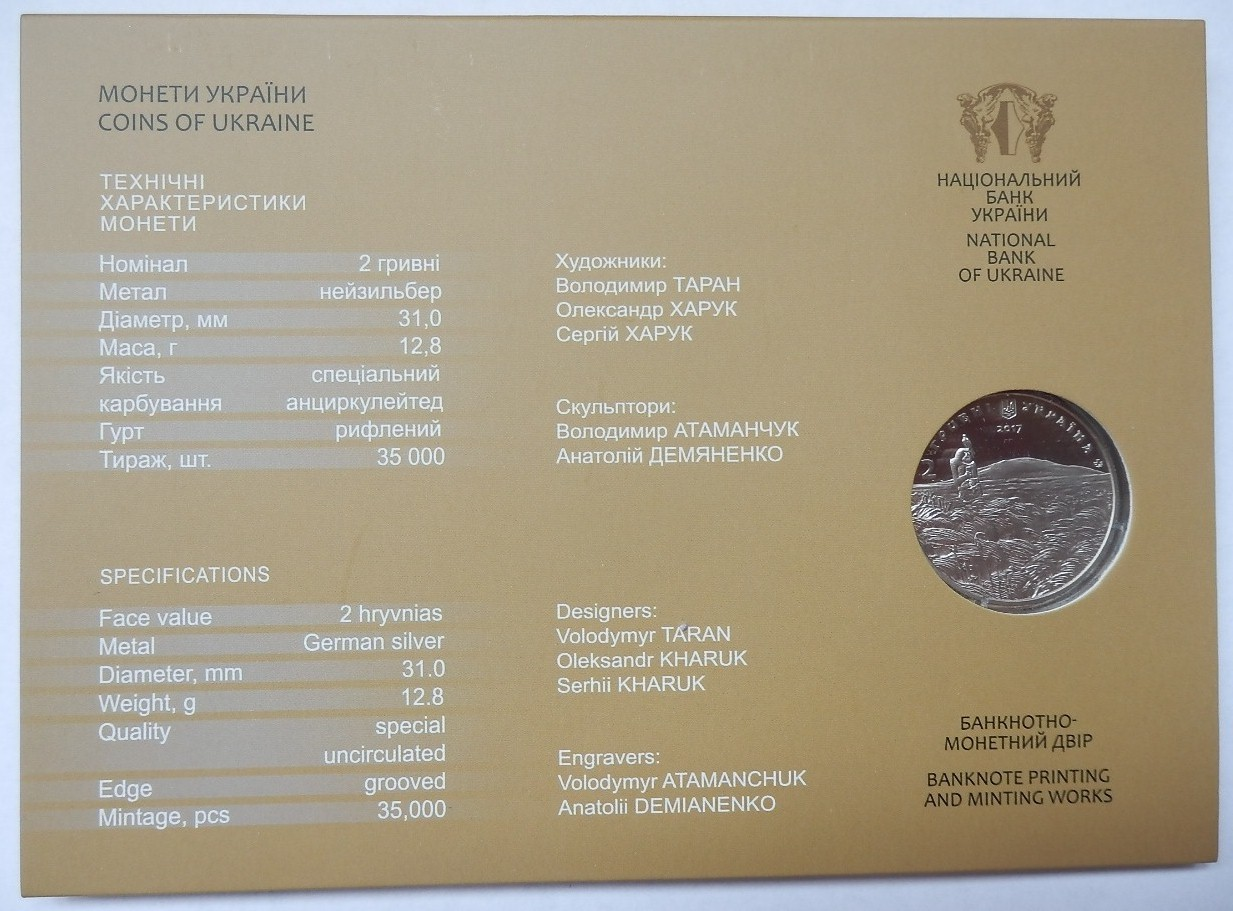

## Автори

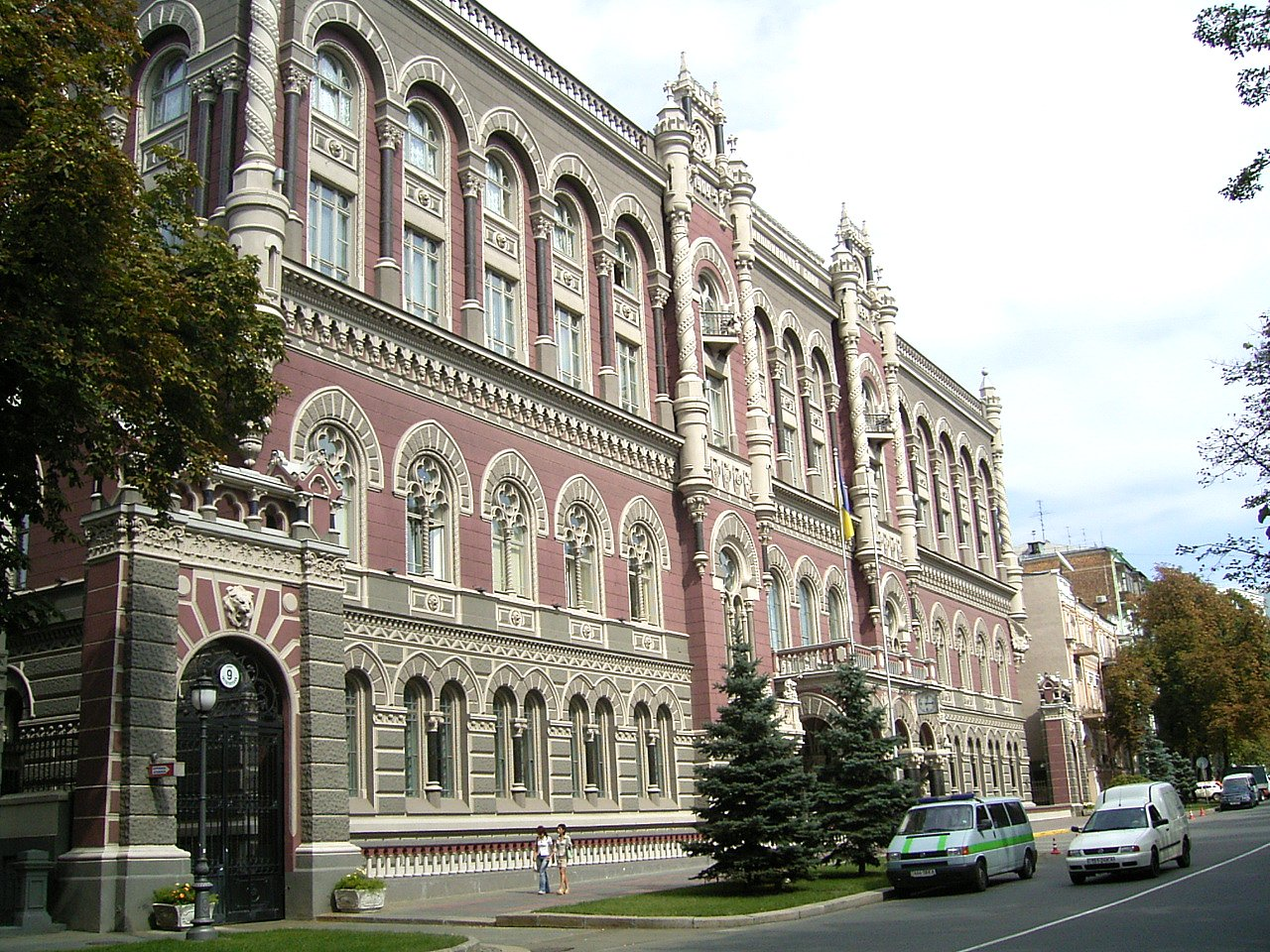
Будівля Національного банку України

- Художники: Таран Володимир, Харук Олександр, Харук Сергій.
- Скульптори: Демяненко Анатолій, Атаманчук Володимир.

## Вартість монети
Під час введення монети в обіг 2017 року, Національний банк України реалізовував монету через свої філії за ціною 35 гривень.
Фактична приблизна вартість монети, з роками змінювалася так:
| Рік        | 2018 | 2019 | 2020 | 2021 | 2022 | 2023 | 2024 | 2025 |
| ---------- | ---- | ---- | ---- | ---- | ---- | ---- | ---- | ---- |
| Ціна, грн. | 50   | 50   | 50   | 55   | 60   | 90   | 135  | 190  |